# Christian Rohlfs

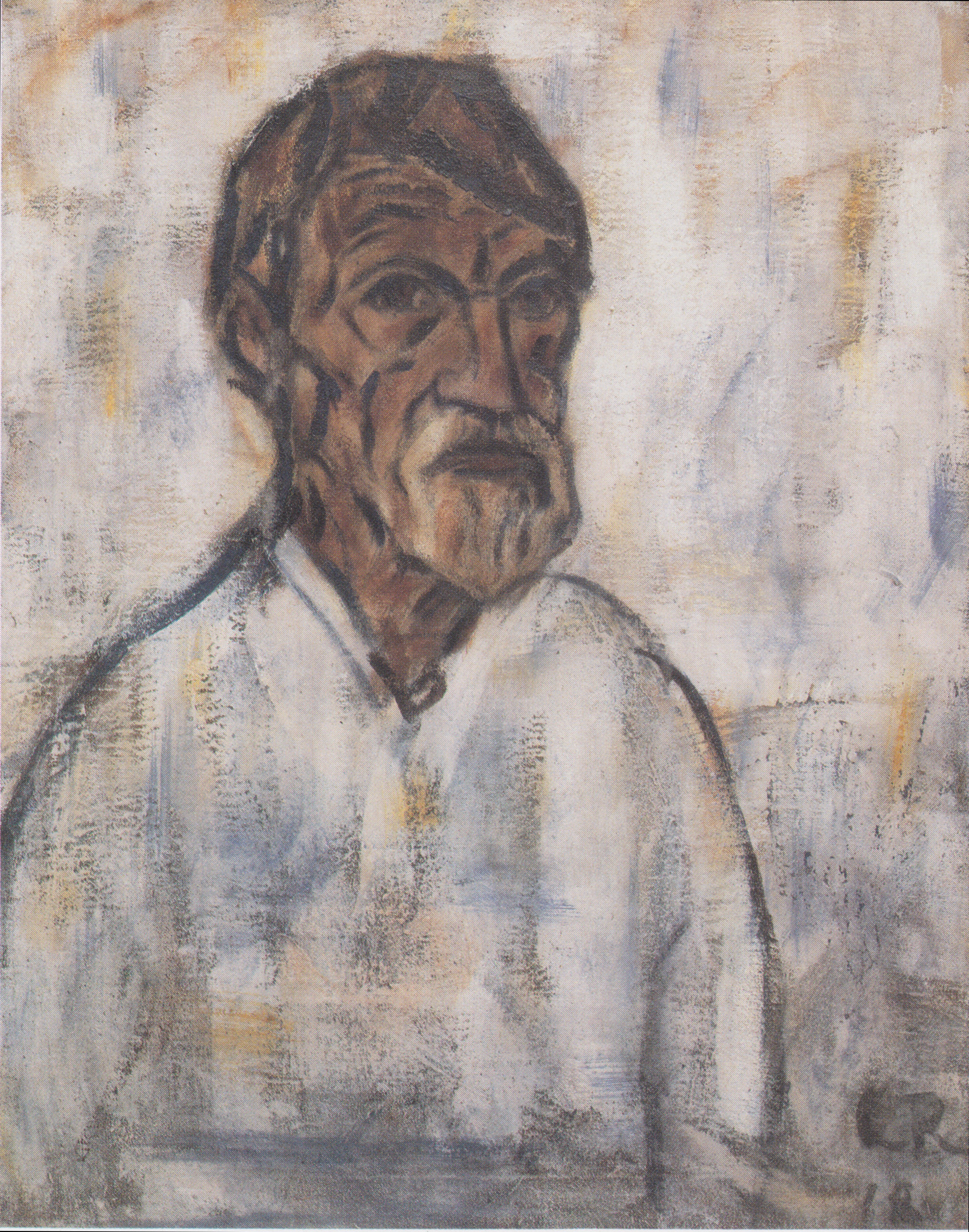
Selbstbildnis (1918)

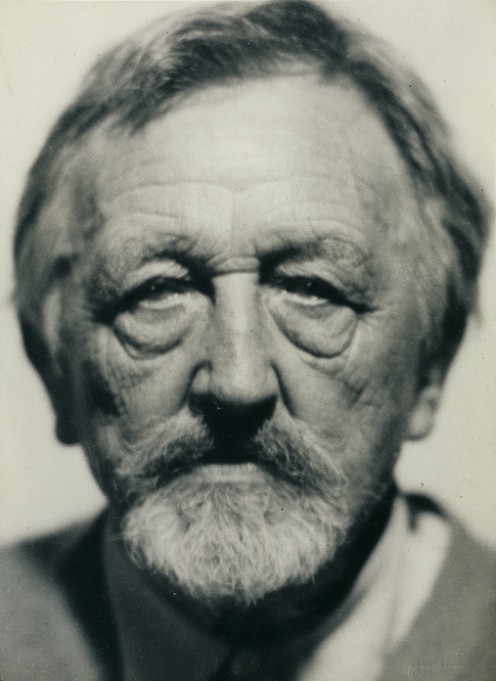
Fotoporträt von Hugo Erfurth (1929)

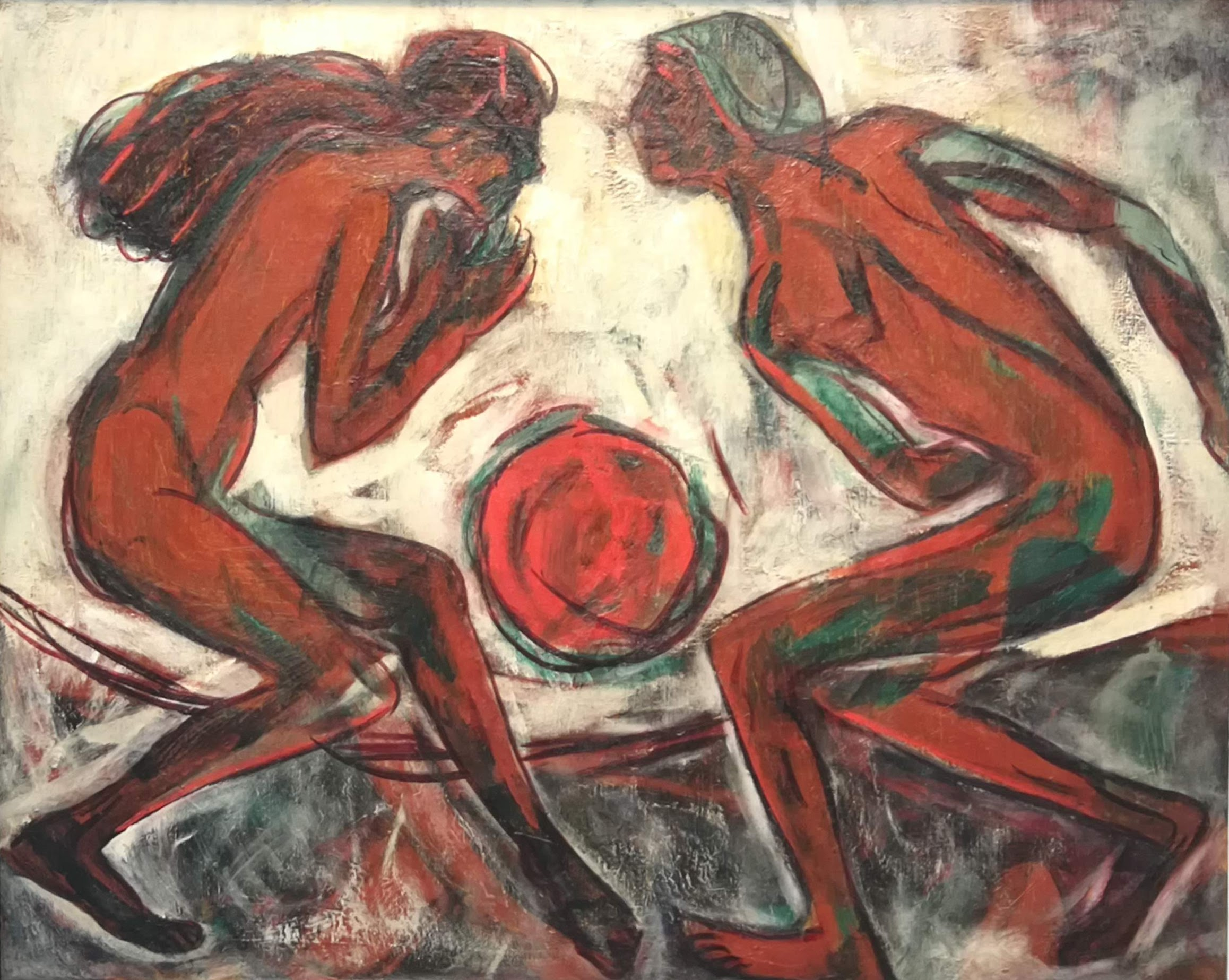
Tanz um den Sonnenball (1916)

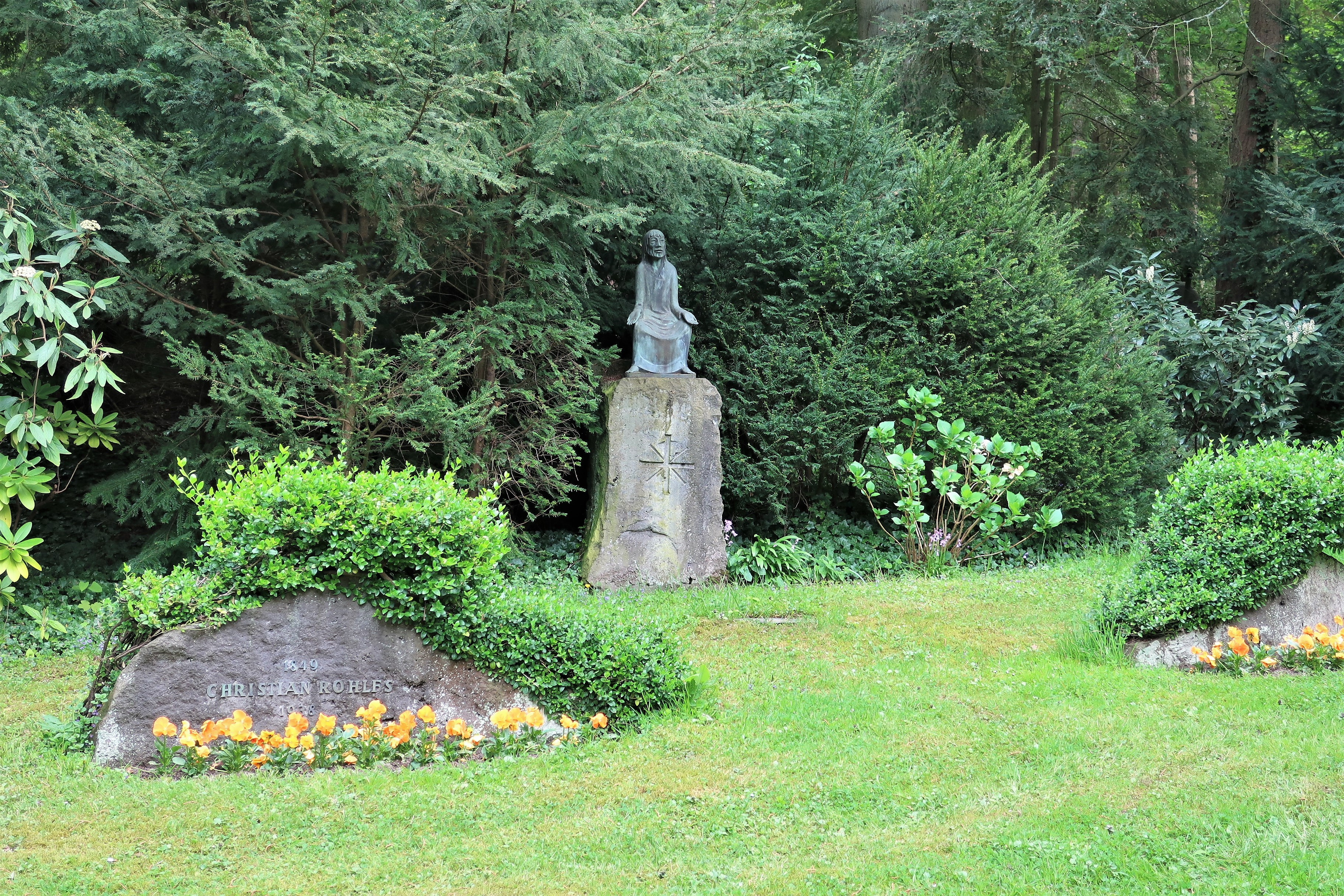
Grabmal Christian Rohlfs auf dem Friedhof Delstern in Hagen

Christian Rohlfs (* 22. Dezember 1849 in Groß Niendorf, Kreis Segeberg; † 8. Januar 1938 in Hagen) war ein deutscher Maler der Moderne.

## Leben
Christian Rohlfs zog 1851 mit seinen Eltern nach Fredesdorf um. 1864 stürzte er von einem Baum und zog sich eine schwere Beinverletzung zu. Der behandelnde Arzt, Dr. Ernst Stolle, ein Schwager Theodor Storms, gab ihm gegen die Langeweile Zeichenmaterial und erkannte kurz darauf das künstlerische Talent des Jungen, den er fortan förderte. Ab 1866 besuchte Rohlfs das Realgymnasium in Segeberg. Auf Empfehlung Storms lernte Rohlfs 1870 in Berlin den Maler und Kunstschriftsteller Ludwig Pietsch kennen, der diesen wiederum an die Großherzogliche Kunstschule in Weimar empfahl, wo er bei Paul Thumann (Historien- und Figurenmalerei) eine Freistelle erhielt. In dieser frühen Phase schuf er vor allem naturalistische Werke. Aufgrund einer erneuten Beinerkrankung (chronische Knochenmarksentzündung) musste 1873 ein Bein amputiert werden, 1874 nahm Rohlfs sein Studium wieder auf.
Ab 1884 war er freischaffender Künstler in Weimar und wendete sich zunehmend dem Impressionismus zu. 1886 verbrachte er auf Einladung von Therese Heydenreich einige Monate als Gast auf dem Rittergut Hoof (Schauenburg) bei Kassel und malte dort einige Porträts der Familie und Ansichten vom Gutshaus. 1899 führte ihn sein Weg nach Gothmund; von diesem Aufenthalt existieren einige Pastelle. 1901 zog er auf Einladung von Karl Ernst Osthaus nach Hagen, wo er sich an dem entstehenden Folkwang-Museum ein Atelier einrichten konnte.
In den Jahren 1904, 1905 und 1906 war Rohlfs zu Arbeitsaufenthalten in Soest, 1910 bis 1912 auf Einladung eines Mäzens in München und seinem Umland. Die mittelalterlichen Kirchen und Gebäude von Soest thematisierte er noch bis in die 20er Jahre in seinen Arbeiten, ebenso Ansichten des bayerischen Klosters Andechs. Daneben entstanden in Oberbayern Aktbilder und abstrahierte Gebirgslandschaften.
Ab etwa 1910 ist Rohlfs den Expressionisten zuzuordnen, in dem Jahr wurde er in Darmstadt zum Jurymitglied des Deutschen Künstlerbundes gewählt. Seine Vermählung mit Helene Vogt 1919 und die öffentliche Anerkennung, die er mit einer Sonderausstellung in der Nationalgalerie in Berlin erfuhr, gaben dem damals bereits 70-Jährigen neuen Auftrieb. Zu seinem 75sten Geburtstag 1924 ehrte man ihn in Berlin mit der Mitgliedschaft in der Preußischen Akademie der Künste.
Bei seinen Motiven rückten in dieser Zeit Stadtansichten und Landschaften in den Mittelpunkt. Ab 1927 war er alljährlich – meist vom Frühjahr bis in den Dezember – in Ascona. 1930 begegnete er dort Helmuth Macke und Marianne von Werefkin, „mit denen er bis zum Frühjahr 1931 eng zusammenarbeitete.“ Im Tessin widmete er sich vor allem Pflanzen-Motiven.
Rohlfs war Vorstandsmitglied im Deutschen Künstlerbund sowie in der Künstlervereinigung Hagenring.
1937 wurde im Rahmen der deutschlandweiten konzertierten Aktion „Entartete Kunst“ aus Museen und öffentlichen Sammlungen eine große Zahl von Werken Rohlfs beschlagnahmt darunter aus dem damaligen Christian-Rohlfs-Museum in Hagen (heute Osthaus Museum Hagen) rund 450 Arbeiten. Am 13. September 1937 notierte Joseph Goebbels in seinem Tagebuch: „Mit Vetter Thema entartete Kunst. Er wollte Rohlfs in Schutz nehmen. Aber ich heile ihn.“ Der Künstler erhielt Malverbot und wurde am 7. Januar 1938, einen Tag vor seinem Tod, aus der Preußischen Akademie der Künste in Berlin ausgeschlossen.
Sein Grabmal auf dem Friedhof Delstern in Hagen schmückt ein Abguss der 1931 von Ernst Barlach geschaffenen Plastik Der lehrende Christus.
Einige seiner Werke wurden postum u. a. 1947 in Erfurt auf der 1. Landesausstellung Bildender Künstler Thüringens und 1955 auf der documenta 1 in Kassel gezeigt.
Im Hagener Stadtteil Haspe ist eine Schule, das Christian-Rohlfs-Gymnasium, in Soest die Christian-Rohlfs-Realschule nach ihm benannt. Zu Ehren des Malers wurden zudem im Hagener Stadtteil Wehringhausen, Bad Segeberg und Fulda eine Christian-Rohlfs-Straße nach ihm benannt.

## Darstellung Rohlfs in der bildenden Kunst
- Julie Wolfthorn: Christian Rohlfs in Ascona (Öl, 1929)[9]

## Werk
Im künstlerischen Werk von Christian Rohlfs spiegeln sich mehrere relevante Zeitströmungen wider, beginnend mit der naturalistisch-historistischen Akademiemalerei der 1870er Jahre. Prominenz aber erlangte er, bei aller Eigenständigkeit, in den beiden bedeutenden Stilrichtungen seiner Epoche, zunächst dem Impressionismus und später dem Expressionismus, und wurde so zum „Nestor der deutschen Moderne.“ Mit Bildern zwischen etwa 1885 und 1900 zählt er zu den großen deutschen Impressionisten, zwei seiner Ölgemälde waren Glanzstücke der repräsentativen Ausstellung von 2009, während seine Hinwendung zum Pointilismus anno 1902/03 wohl eher als Experiment betrachtet werden kann.
Vielmehr wurde er in der Folge zu einem der wichtigsten Maler des Expressionismus und entwickelte diesen – eine Zeit lang mit Emil Nolde zusammenarbeitend – seit Beginn des 20. Jahrhunderts in einer selbständigen Form. Nach einer durch ruheloses Suchen und auch durch persönliche Krisen geprägten Übergangsperiode, in der er sich vermehrt figürlichen und biblischen Motiven sowie dem Holz- und Linolschnitt zuwandte, gewann er die abgeklärte Heiterkeit, die sein Alterswerk der letzten zwei Jahrzehnte zu neuen Höhepunkten führte. Die Farbe ist der bedeutendste Ausdrucksträger seiner Bilder, vor allem von lichtdurchfluteten Landschaften und Blumenstillleben, „deren Materialität wie durch einen ätherischen Schleier aufgelöst erscheint.“ Gleich Nolde bevorzugte auch er zunehmend die Arbeit auf Papier, wohl aus praktischen Gründen und hauptsächlich unter Verwendung von Tempera als Farbe. Damit wurde er zu einem unübertroffenen Meister des expressiven Blumenbilds.
Rohlfs’ Signatur, zunächst vorwiegend der Namensschriftzug C. Rohlfs oder auch Chr. Rohlfs, verknappte sich in der Folge zum Monogramm CR, regelmäßig begleitet von einer zweiziffrigen Jahresdatierung.
Die umfangreichste Sammlung seiner Werke, nämlich rund 700 Arbeiten aller Art, befindet sich auch heute noch im Osthaus Museum Hagen; dort ist ihm ein eigener Saal gewidmet. Das ebenfalls in diesem Museum geführte Christian Rohlfs Archiv hat seit 2011 weitere 200 Werke erfasst.

## Bilder (Auswahl)

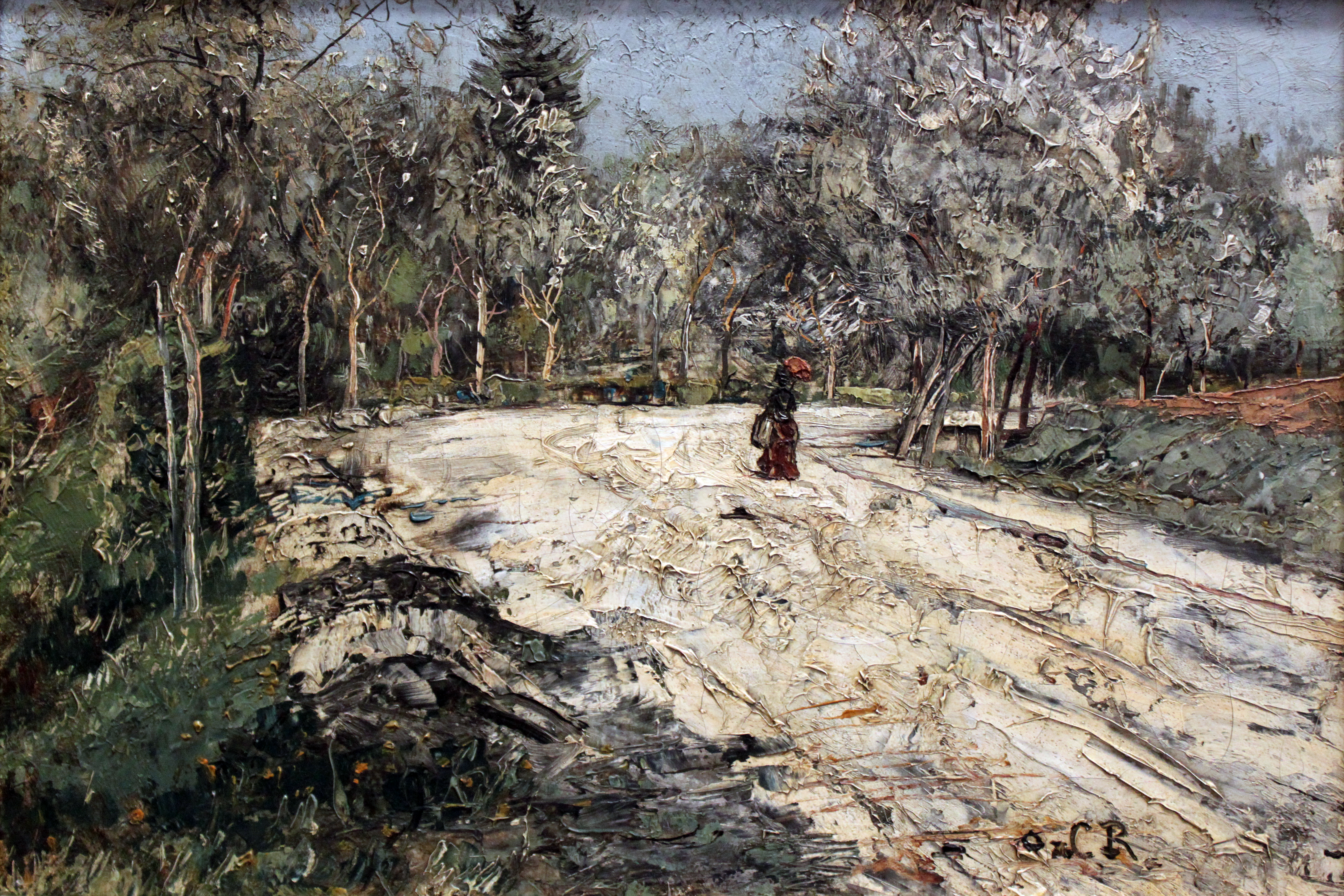
Berkaer Landstraße, 1889
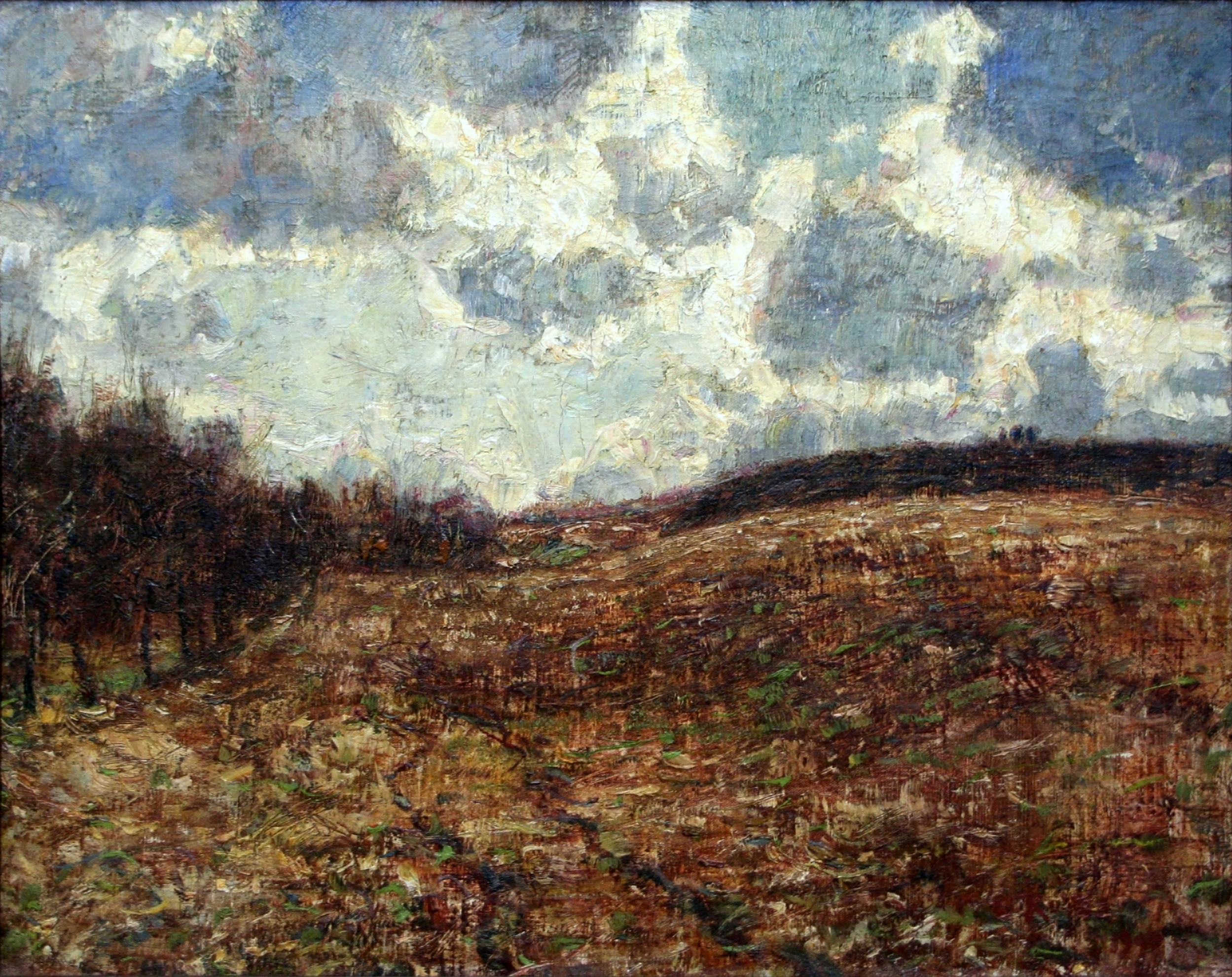
Hügelige Landschaft im Spätherbst, 1900
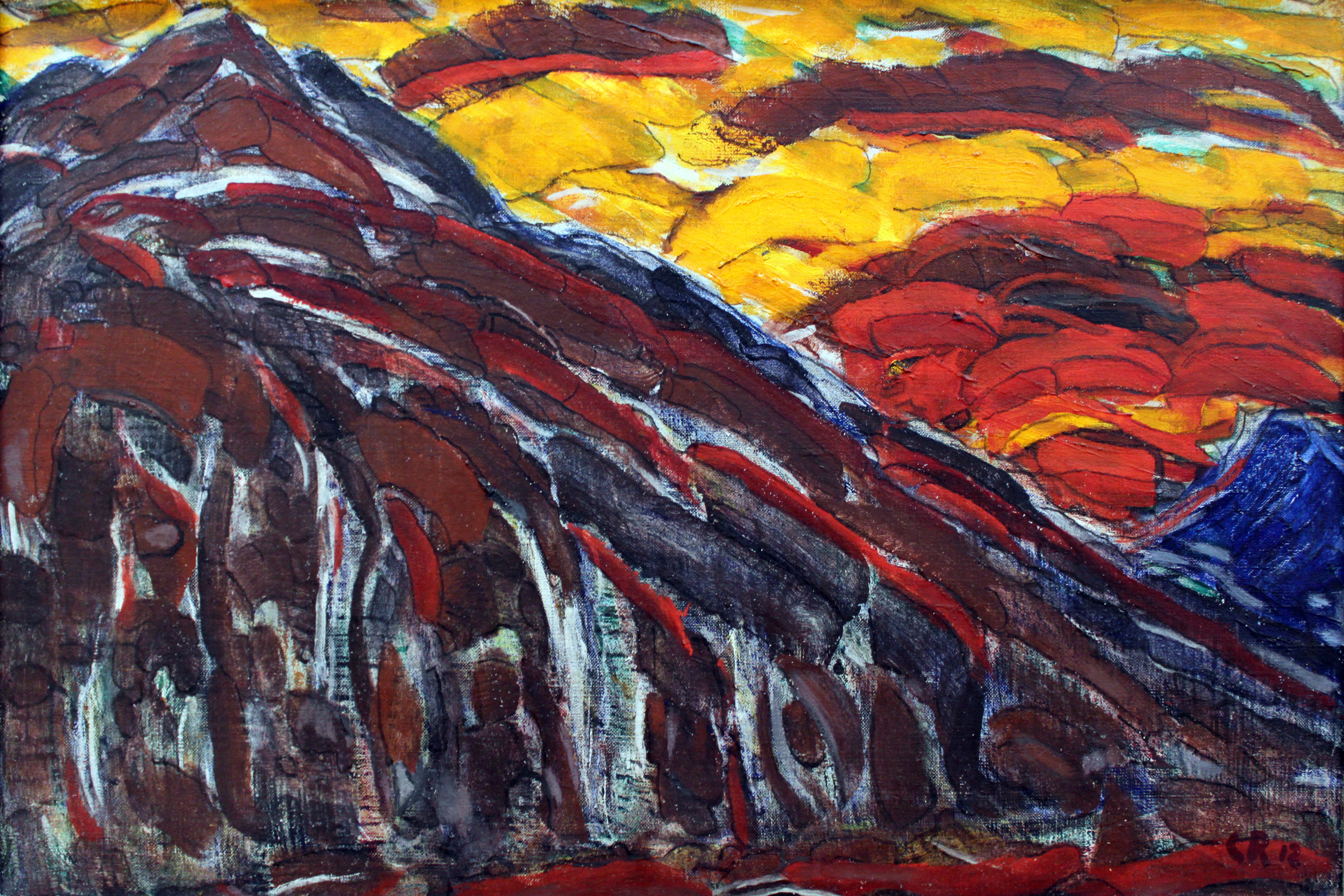
Visionäre Landschaft, 1912, Germanisches Nationalmuseum
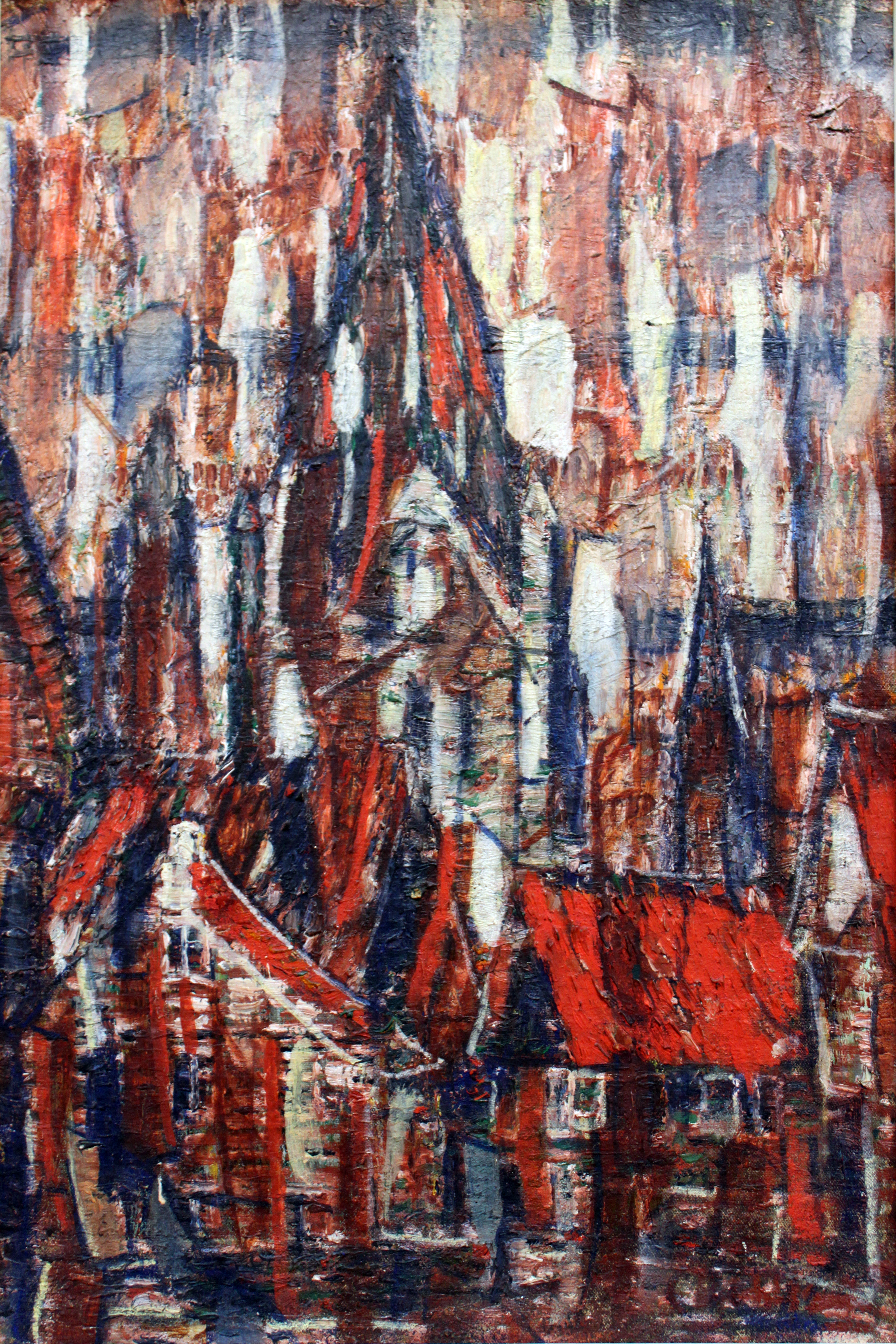
Stiftskirche St. Patrokli in Soest, 1912, Germanisches Nationalmuseum
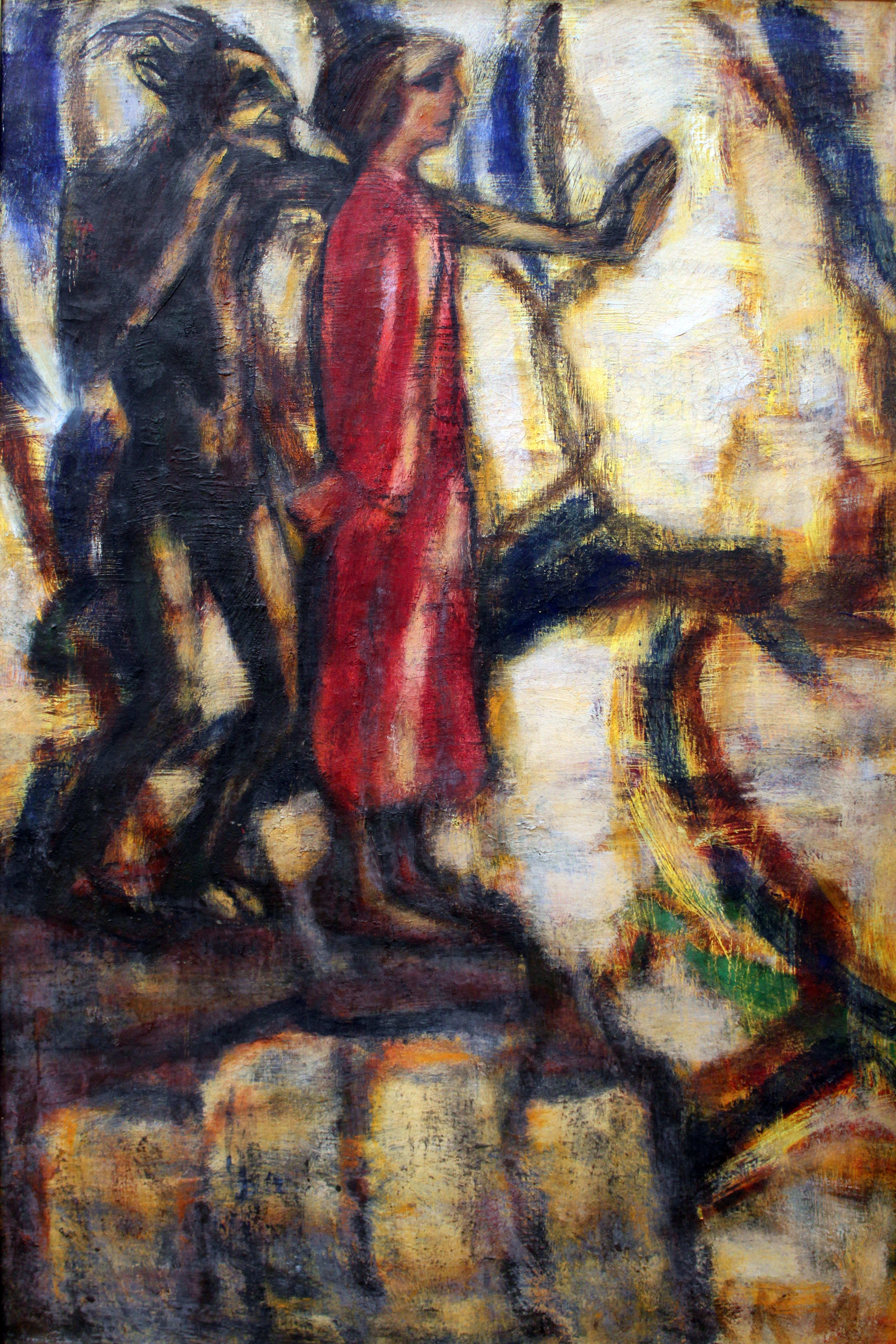
Versuchung Christi, 1914, Germanisches Nationalmuseum
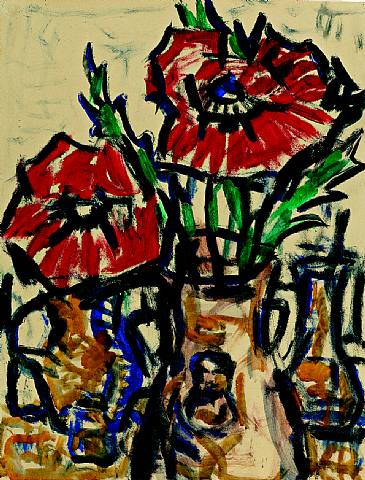
Papageientulpen, um 1917
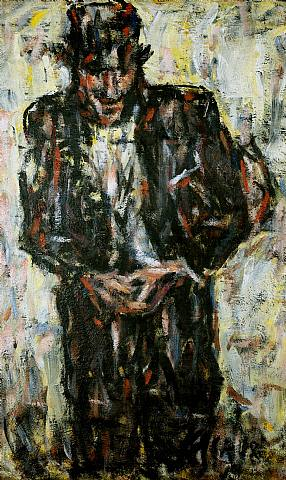
Gauner, 1918
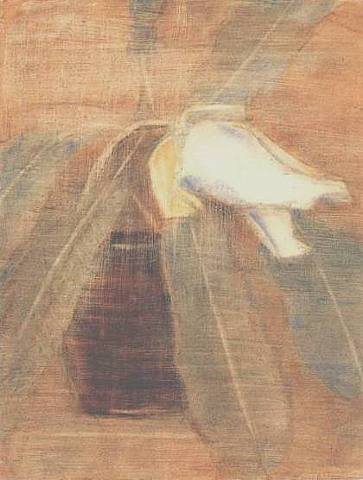
Magnolienknospe im Krug, um 1920
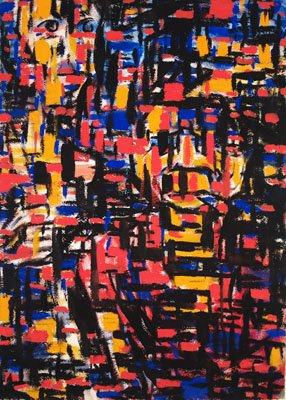
Phantastisches Mosaik, 1921
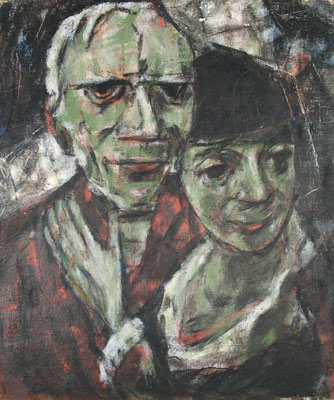
Selbstbildnis mit Frau, 1921–1922
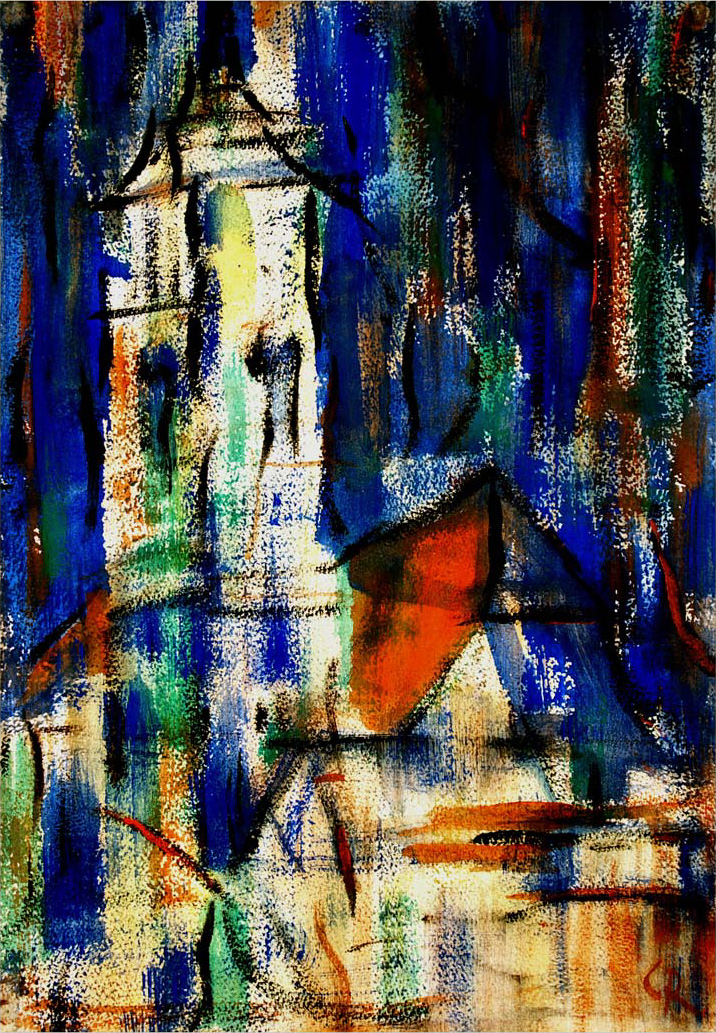
Kirche in Allendorf (um 1923)
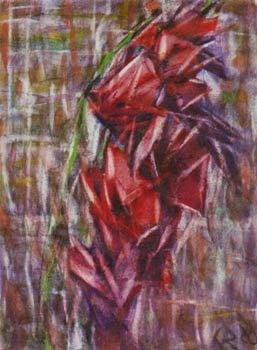
Gladiole (1928)

## Wesentliche Werke aus seinem Œuvre
- 1886: Blühender Apfelbaum. (Öl auf Leinwand, 24,5 × 33,5 cm)
- 1886: Gutshaus Hoof bei Kassel – Gartenansicht. (Öl auf Leinwand, 20 × 29 cm)
- 1886: Gutshaus Hoof bei Kassel – Seitenansicht. (Öl auf Leinwand, 30 × 29 cm)
- 1886: Herrenportrait – Bildnis H. Becker sen. (Öl auf Leinwand, 70 × 60 cm)
- 1886: Kinderbild – Bildnis Robert Heydenreich. (Öl auf Leinwand, 70 × 60 cm)
- 1886: Mädchen in der Grotte. (Öl auf Holz, 26,5 × 34,8 cm, Osthaus Museum Hagen)
- 1887: Sternbrücke in Weimar.
- 1888: Der Wilde Graben neben der Chaussee Webicht bei Weimar. (Öl auf Leinwand, 59 × 76,5 cm)
- 1888: Ilmbrücke in Oberweimar. (Öl auf Leinwand, 39,7 × 51,2 cm, Osthaus Museum Hagen)
- 1889: Straße in Weimar. (Öl auf Leinwand, 40 × 50 cm, Kunsthalle zu Kiel)
- 1889: Waldweg im Winter.
- 1889: Chaussee nach Tiefurt im Webicht bei Weimar.
- 1893: Weg nach Gelmeroda.
- 1897: Wiesenabhang. (Öl auf Leinwand, 65 cm × 85 cm)
- 1898: Weimarer Graben. (Öl auf Rupfen, 60,5 × 78,5 cm)
- 1899: Baumlandschaft vor Stadtsilhouette. (Pastell auf Zeichenpapier, 23 × 29,4 cm)
- 1899: Landschaft an der Lübecker Bucht. (Pastell und Kreide auf Pappe, 31,3 × 34 cm)
- 1899: Friedhofsmauer in Weimar. (Öl auf Leinwand, 40,5 × 50,5 cm, Kunsthalle zu Kiel)
- 1902: Weizenfeld. (Öl auf Leinwand, 50 × 78 cm)
- 1903: Sonnenblumen. (im Stil Vincent van Goghs)
- 1904: Porträt eines Mannes. (Öl auf Leinwand, 61 × 49 cm)
- 1904: Kieferngruppe. (Öl auf Leinwand)
- 1904: Sommerlandschaft bei Weimar.
- 1905: Bauernhaus in Soest. (skizzenhaftes Aquarell)
- 1906: St. Patrokli in Soest. (Öl/Lwd., 115 × 75 cm, Folkwang Essen)
- 1906: Männlicher Rückenakt. (Tuschpinsel u. Aquarell, 61,8 × 46,2 cm)
- 1907: Birkenwald. (Öl auf Leinwand, 110 × 75 cm)
- 1907: Kornfeld.
- 1910: Die Heiligen drei Könige. (Holzschnitt, 39,1 × 26,4 cm)
- 1910: Herbstwald. (Öl auf Leinwand, 60,8 × 98,8 cm)
- 1910: Traubenesser. (Öl auf Leinwand, 64,5 × 50,4 cm)
- 1911: Straße in Soest. (Linolschnitt, 39,7 × 29,3 cm)
- 1911: Mädchenkopf. (Holzschnitt, in Weiß und Schwarz überarbeitet, 31,8 × 26,0 cm)
- 1911: Wettersteingebirge. (Öl auf Leinwand, 50 × 80 cm)
- 1912: Amazone, reitend mit dahinjagendem Hund.
- 1912: Der blaue Berg.
- 1912: Elias in der Wüste. (Holzschnitt, 14,4 × 11,8 cm)
- 1912: Gespräch zwischen zwei Clowns. (Tempera auf Papier, 61 × 80 cm)
- 1912: Katze und Maus. (Farblinolschnitt, 18 × 39,1 cm)
- 1912: Rote Dächer. (Tempera, 48,0 × 64,0 cm)
- 1912: Haus mit rotem Dach. (Öl auf Leinwand 80 × 100 cm)
- 1912: Visionäre Landschaft. (Öl auf Leinwand, 60 × 105 cm)
- 1913: Beratung. (Aquarellierter Holzschnitt, 58,3 × 48,0 cm)
- 1913: Die Froschprinzessin. (Öl auf Leinwand), Niedersächsisches Landesmuseum für Kunst und Kulturgeschichte Oldenburg
- 1913: Zwei Tanzende oder Tanzendes Paar. (Linolschnitt auf Papier, 31,3 × 28,9 cm)
- 1914: Rückkehr des verlorenen Sohnes. (Tempera auf Leinwand)
- 1914: Versuchung Christi. (Öl auf Leinwand, 100,5 × 60,5 cm)
- 1915: Austreibung aus dem Paradies. (Farbholzschnitt, 13 × 39,2 cm)
- 1916: Auferstehung.
- 1916: Der verlorene Sohn bei den Dirnen.[14]
- 1916: Die Akrobaten.
- 1916: Tänzerin. (Farbholzschnitt, 22 × 37 cm)
- 1916: Gethsemane. (Holzschnitt auf Leinen, 32,0 × 26,8 cm)
- 1916: Rückkehr des verlorenen Sohnes. (Holzschnitt, 50,2 × 36,4 cm)
- 1917: Sonnenuntergang. (Zarathustra). (Öl auf Leinwand), Niedersächsisches Landesmuseum für Kunst und Kulturgeschichte Oldenburg
- 1917: Der Prophet. (Öl auf Leinwand, 100,5 × 61,5 cm)
- 1918: Blumenstilleben und blaue Schale. (Wassertempera, 55,7 × 38,4 cm)
- 1918: Der Gefangene. (Holzschnitt)
- 1918: Gauner. (Tempera auf Leinwand, 100 × 61 cm)
- 1918: Gewitter. (Tempera und Öl auf Leinwand, 79,5 × 86,5 cm)
- 1919: Azaleentopf und Vase. (Tempera und Kohlezeichnung, 52,4 × 42,5 cm)
- 1919: Zirkusreiterin. (Tempera auf Papier, 67 × 49 cm)
- 1920: Straßenszene. (Aquarell, Tempera und Tusche auf Papier, 60,4 × 47,2 cm)
- 1920: Berg mit Gebüsch. (Aquarell und Tuschfederzeichnung, 35,8 × 49,7 cm)
- 1920: Frauenschuh mit roter Calla im Glas. (Tempera auf strukturiertem Karton. 50 × 67,5 cm)
- 1920: Sonnenblumen. (Tempera, 56 × 39,5 cm)
- 1920: Andechs. (Lithografie, 31,5 × 45 cm)
- 1920: Kartoffelesser. (Wassertempera auf Papier, 65 × 48 cm), beendet 1921
- 1921: Hagar in der Wüste. (Öl auf Leinwand)
- 1921: Herbstlandschaft. (Tempera auf Papier, 50 × 68 cm)
- 1921: Türme von Soest.
- 1922: Bildnis der Mutter.
- 1922: Boxer. (Holzschnitt, 20,6 × 11,9 cm)
- 1922: Singvogel. (Holzschnitt)
- 1922: Sommerfrische. (Ölgemälde)
- 1923: Gouache auf Papier. (35,5 × 51 cm)
- 1923: Prophet. (Temperabild)
- 1923: Rosen in einer Vase. (Tempera auf Papier, 47,5 × 30 cm)
- 1924: Amaryllis. (Wassertempera, 70 × 51 cm)
- 1924: Dom und Severikirche in Erfurt. (Tempera auf Papier, 51,8 × 72,3 cm)
- 1925: Alte mit Stecken. (Farbiger Holzschnitt, 34,4 × 18,3 cm)
- 1925: Mondänes Paar. (Farblinolschnitt, 23,8 × 24,1 cm)
- 1925: Rosen und Nelken. (Tempera auf Leinwand, 76 × 100 cm)
- 1925: Tanzversuch. (Öl auf Leinwand), Niedersächsisches Landesmuseum für Kunst und Kulturgeschichte Oldenburg
- 1926: Bäume an der Ostsee. (Kreide auf Büttenpapier, 12,3 × 17,5 cm)
- 1926: Rote Tulpen. (Deckfarben, 71,3 × 51,3 cm)
- 1927: Caritas. (Wassertempera, 66,5 × 51,0 cm)
- 1927: Große Magnolie. (Farbige Kreide auf braunem Papier, 50 × 70 cm)
- 1928: Bunter Tulpenstrauß. (Temperabild)
- 1928: Die Heiligen drei Könige
- 1929: Der Prophet. (Öl auf Leinwand)
- 1929: Sonnenblumen in blauer Vase.
- 1929: Mohnblumen, Öl auf Leinwand, Osthaus Museum Hagen
- 1931: Der gelbe Berg. (Wassertempera auf Bütten, 56,8 × 78,8 cm)
- 1931: Russisches Volkslied Elegie V des Tatjana-Zyklus. (Kreide)
- 1931: Tanz mit Maske II Tatjana-Zyklus. (Wassertempera und Kreide, 58,6 × 44,3 cm)
- 1932: Früchte. (Tempera auf Papier, 54,4 × 74,8 cm)
- 1932: Haus in Losone. (Tempera auf genarbtem Aquarellpapier, 66,0 × 48,0 cm)
- 1933: Datura Japonica. (Wassertempera und Kreide auf Papier)
- 1933: Die Italienerin. (Aquarell und Tempera auf Aquarellpapier, 72 × 50,9 cm)
- 1933: Haus im Maggiatal. (Wassertempera auf Papier)
- 1933: Schwertlilien. (Aquarell auf Aquarellpapier, 56 × 78 cm)
- 1933: Vertreibung aus dem Paradies. (Öl auf Leinwand, 100 × 76 cm), Museum Folkwang, Helene Rohlfs-Stiftung. (Essen)
- 1934: Ascona See. (Tempera auf Papier, 97,0 × 74,0 cm)
- 1934: Berg im Schnee bei Lugano. (Tempera auf Papier, 51,5 × 65,5 cm)
- 1934: Rote Canna. (Tempera auf Papier)
- 1935: Mann mit Zylinder.
- 1935: Sonnenblumen.
- 1936: Abendlicht am Lago Maggiore.
- 1936: Castell von Locarno. (Tempera auf Leinwand, 76 × 90 cm)
- 1936: Funkienblüten vor dunklem Grund. (Aquarell, 54,5 × 76,8 cm)
- 1936: Weiße Wolke über dem See. (Tempera auf Karton, 67 × 48 cm)
- 1937: Anturie. (Wassertempera, 67,5 × 48,7 cm)
- 1937: Blasse Nebellandschaft. (Wassertempera auf Papier, 39,2 × 57,8 cm)
- 1937: Glühende Gewitterwolke. (Tempera auf Bütten, 78,5 × 57,8 cm)
- 1937: Magnolie von San Materno. (Wassertempera und Kreide, 79,0 × 57,5 cm, Osthaus Museum Hagen)
- 1937: Rote Amaryllis auf blau.
- 1937: Sonnenblume mit Krug. (Wassertempera und Kreide auf Büttenpapier, 61 × 50 cm)
- 1938: Letzte Chrysanthemen. (unvollendet)

## Ausstellungen (Auswahl)
- 2009: Christian Rohlfs, Villa Wessel, Iserlohn[15]
- 2010/2011: Christian Rohlfs, Sinclair-Haus, Bad Homburg vor der Höhe[16]
- 2011: Christian Rohlfs – Musik der Farben, Schloss Achberg
- 2012/2013: Überwältigend kühn. Der ganze Rohlfs in Kiel, 10. November 2012 bis 17. Februar 2013, Kunsthalle zu Kiel
- 2013: Christian Rohlfs – Magie der Farben, 14. April bis 14. Juli 2013, Ernst-Barlach-Museum Wedel
- 2014: Christian Rohlfs – Druckgrafik aus Privatbesitz, 26. Januar bis 4. Mai 2014, Osthaus Museum Hagen
- 2024: Christian Rohlfs – Weimar - Hagen - Ascona. Ein Weg in die Abstraktion, Olaf-Gulbransson-Museum Tegernsee[17]